# Слабаков, Пётр
Пётр Петро́в Слаба́ков (болг. Петър Петров Слабаков; 24 апреля 1923, Лясковец, Болгария — 17 мая 2009, Бериево, Болгария) — болгарский актёр кино и телевидения, природозащитник. Заслуженный артист НРБ (1971).

## Биография
Участник Второй мировой войны, по окончании которой трудился в сельском хозяйстве и в промышленности. В кино с 1959 года («За горизонтом»). Член БКП с 1946 года.

### Личная жизнь
Был женат на актрисах Кине Дашевой и Цветане Гылыбовой.
Сын Андрей Слабаков (род. 1960) — актёр и кинорежиссёр; депутат Европарламента (2019).

## Избранная фильмография

### Актёр
- 1959 — За горизонтом / Отвъд хоризонта — помощник капитана
- 1960 — Дом на две улицы / Дом на две улици — Кирил
- 1960 — Первый урок /
- 1962 — Пленённая стая / Пленено ято — Антон
- 1962 — Табак / Тютюн — Динко (в советском прокате «Конец „Никотианы“»)
- 1963 — Капитан / Капитанът — Бате Димо
- 1963 — Смерти нет / Смърт няма — Васил Караджов
- 1964 — Между рельсами / Между релсите — Янис
- 1964 — Непримиримые / Непримиримите
- 1964 —  / Конникът — шофёр
- 1965 — Жаркий полдень / Горещо пладне — генерал
- 1965 — Царь и генерал / Цар и генерал — генерал Владимир Заимов
- 1965 — В понедельник утром /
- 1966 — Самая длинная ночь / Най-дългата нощ — майор
- 1966 — Привязанный аэростат / Привързаният балон
- 1967 — В конце лета / В краят на лятото — Филип Гераков
- 1967 — Шибил / Шибил — Шибил
- 1968 — Опасный полет / Опасен полет — Маринов
- 1968 — Любовница Граминьи / L'amante di Gramigna —  (Италия—Болгария)
- 1968 — Птицы и гончие / Птици и хрътки — председатель суда
- 1969 — Танго / Танго — Тодор
- 1969 —  / Село край завод — Суботин
- 1969 — 1971 — На каждом километре / На всеки километър — парашютист
- 1970 — Четверо в вагоне / Четиримата от вагона — дядя Крастан
- 1970 — «Цитадель» ответила / Цитаделата отговори — Иван Болярски
- 1971 — Странный поединок / Странен двубой — Павлов
- 1971 — Гойя, или тяжкий путь познания (СССР—ГДР) — Гиль
- 1971 — Герловская история / Герловска история — Танака
- 1971 — Матео Фальконе / Матео Фалконе — бандит (ТВ)
- 1972 — Шайка / Глутницата
- 1972 — Эоломея / Eolomea — Пьер Бродский (ГДР—СССР—Болгария)
- 1973 — Как песня / Като песен — отец Тинко
- 1973 —  / Мандолината — Главният
- 1973 — Самый лучший человек, которого я знаю / Най-добрият човек, когото познавам! — Филип Николов
- 1973 — Дети играют на улице / Деца играят вън
- 1973 — Вечные времена / Вечни времена — лесничий
- 1973 — Зарево над Дравой / Зарево над Драва — Делчо
- 1974 — Дневной свет / Дневна светлина — Михаил
- 1974 — Начисто / На чисто — бай Христо
- 1974 — Жизнь и смерть (Не на жизнь, а насмерть) / На живот и смърт (ТВ)
- 1974 — Змей / Ламята — Дерикожа
- 1975 — Бунт / Буна — Лефтер
- 1975 — Сладкое и горькое / Сладко и горчиво — генерал Павлов
- 1976 — Сверчок в ухе / Щурец в ухото — Черният
- 1976 — Русалочий хоровод / Самодивско хоро — отец Тани
- 1976 — Звёзды в волосах, слёзы в глазах / Звезди в косите, сълзи в очите — Пьер Стоманяков
- 1977 — Бассейн / Басейнът — доктор Павлов
- 1977 — Пороховой букварь / Барутен буквар — Велико
- 1977 — За зеркалом / От другата страна на огледалото — Велев
- 1978 — Путь к Софии / Пътят към София — Дяко (мини-сериал, СССР—Болгария)
- 1978 — Крыша / Покрив — Кирил
- 1979 — Черешневый сад / Черешова градина — Диньо
- 1979 — В апреле 30 дней / Ein April hat 30 Tage — Антонио (ГДР)
- 1979 — Иллюзия / Илюзия — Данил
- 1980 —  / Лосенските грънчари
- 1980 — Овод — Феррари (мини-сериал, СССР)
- 1980 — Мельница Левина / Levins Mühle — Habedank (ГДР)
- 1981 — Хан Аспарух / Хан Аспарух
- 1982 — Белая магия / Бяла магия — дьявол
- 1982 — Никколо Паганини / Николо Паганини (мини-сериал, СССР—Болгария)
- 1983 —  / Синът на Мария — Камен
- 1983 — Карастояновы / Семейство Карастоянови (сериал, СССР—Болгария) — Найден Георгиев
- 1983 — Прилив нежности / Прилив на нежност — капитан Черкезов
- 1983 — Золотая река / Златната река — Сладкият
- 1983 — 681 – Величие хана / 681 - Величието на хана
- 1983 — Бронзовый ключ / Бронзовият ключ
- 1983 — Гибель «Аполлонии» / Тайната на Аполония — капитан Никос (Болгария—Чехословакия)
- 1984 — Опасные чары / Опасен чар — инспектор Пешанов
- 1984 — Они ждут кого-нибудь? / Откога те чакам — изобретатель
- 1984 — Плотина / Стената — негр
- 1984 — Именем народа / В името на народа — полковник Илиев
- 1985 —  / Мечтание съм аз
- 1985 — В поисках капитана Гранта / По следите на капитан Грант — вождь индейцев (озвучил Игорь Ефимов, сериал, СССР—Болгария)
- 1986 —  / 19 метра вятър — снайпер
- 1986 — Только ты, сердце / Само ти, сърце — Йошко
- 1988 — В понедельник утром / Понеделник сутрин — директор кораблестроительного завода
- 1988 — Большая игра / Голямата игра — Мартур Рамирес (дублирует актёр Иван Краско, мини-сериал, СССР—Болгария)
- 1989 — Возвращение / Завръщане — Стефан
- 1990 — Карнавал / Карнавалът — Джебчиев
- 1990 — 8% любви / Осем процента любов
- 1990 — Антракс / Антракс — Тодор
- 1991 —  / Белег за човещина — дядя Илия (к/м)
- 1991 — Свет любви / Das Licht der Liebe (Германия)
- 1994 — Голгофа / Голгота — Стария
- 1998 — После конца света / След края на света —
- 2001 — Отчаянные авантюристы / High Adventure — вождь племени (Великобритания—Болгария—Канада)
- 2006 — Расследование / Разследване — Чичото / дядя
- 2006 — Ночь и день / Нощ и ден
- 2009 — Хиндемит / Хиндемит

## Награды
- 1971 — Заслуженный артист НРБ
- 1973 — Орден «Кирилл и Мефодий» I степени
- 1974 — Орден «Красное Знамя Труда»
- 1983 — Орден Народной Республики Болгария I степени